# Dolcourt
Dolcourt ist eine französische Gemeinde mit 147 Einwohnern (Stand 1. Januar 2022) im Département Meurthe-et-Moselle in der Region Grand Est (bis 2015 Lothringen). Sie gehört zum Arrondissement Toul und zum Kanton Meine au Saintois. Die Einwohner werden Dolcourtois / Dolcourtoises genannt.

## Geografie
Dolcourt liegt etwa 22 Kilometer südöstlich von Toul östlich der Autoroute A31. Die Nachbargemeinden von Dolcourt sind Selaincourt im Nordwesten und Norden, Goviller im Nordosten und Osten, Lalœuf im Südosten und Süden sowie Favières im Süden. Die gesamte westliche Hälfte der Gemeinde ist Waldgebiet. Der östlich des Dorfs vorbeiführende Fluss Uvry bildet streckenweise die östliche Gemeindegrenze.

## Geschichte
Der Name des Ortes wurde 1317 erstmals in der Form Dolecourt in einem Dokument erwähnt. Im 17. Jahrhundert suchten die Pest und der Dreißigjährige Krieg die Gemeinde heim. Es gab nur noch sechs Haushaltungen. Ein Dorfbewohner namens Pierrot Charbonnier wurde 1618 als Hexer verbrannt. Im Mittelalter gehörte die Gemeinde zum Gebiet des Herzogtums Lothringen. Genauer zum Amt (Bailliage) Vézelise. Mit dieser Herrschaft fiel Dolcourt 1766 an Frankreich. Bis zur Französischen Revolution lag die Gemeinde dann im Grand-gouvernement de Lorraine-et-Barrois. Von 1793 bis 1801 war die Gemeinde dem Distrikt Vézelise zugeteilt und von 1793 bis 2015 Teil des Kantons Colombey-les-Belles. Mit Ausnahme der Jahre 1926 bis 1943, als sie zum Arrondissement Nancy gehörte, ist Dolcourt seit 1801 dem Arrondissement Toul zugeordnet. Die Gemeinde lag bis 1871 im alten Département Meurt(h)e. Seither bildet sie einen Teil des Départements Meurthe-et-Moselle.

## Bevölkerungsentwicklung
| Jahr                       | 1962 | 1968 | 1975 | 1982 | 1990 | 1999 | 2006 | 2019 |
| Einwohner                  | 90   | 87   | 66   | 78   | 83   | 92   | 94   | 133  |
| Quellen: Cassini und INSEE |      |      |      |      |      |      |      |      |

## Sehenswürdigkeiten
- Kapelle Saint-Jean-de-Cotance aus dem 18. Jahrhundert
- Denkmal für die Gefallenen[2]
- Wegkreuz Croix des Foudroyés am Westrand des Dorfs
- ehemaliges Lavoir (Waschhaus)